# New Market (Tennessee)
Pour les articles homonymes, voir New Market.
New Market est une municipalité américaine située dans le comté de Jefferson au Tennessee. Selon le recensement de 2010, New Market compte 1 334 habitants et s'étend sur 4,12 milles carrés (10,67 km2).

## Histoire
La localité se développe à partir de 1822 sur les terres de William Brazelton, à l'est de Tucker Town. D'abord appelée Lost Creek, elle est renommée en référence à son développement commercial : « new market » signifiant « nouveau marché ».
L'église presbytérienne de New Market, construite en 1885 dans un style néo-gothique, est inscrite au Registre national des lieux historiques depuis 1998.